# L6/40
Fiat L6/40 — итальянский лёгкий танк времён Второй мировой войны. Разработан в 1936—1938 годах фирмой Fiat-Ansaldo. В боевые части танк начал поступать только в середине 1942 года, но активно использовался на всех фронтах, где вели бои итальянские войска. После капитуляции Италии остававшиеся машины были захвачены германскими войсками, по их заказу в 1944 году было произведено ещё 17 машин.

## История
Ко второй половине 1930-х годов основными танками на вооружении армии Королевства Италии были устаревший легкий Fiat 3000 и танкетки L3/33. Опыт их применения в Гражданской войне в Испании, где они столкнулись с бронетехникой республиканцев, показал их практически полную беспомощность. Поэтому с 1936 года в Италии начались ускоренные мероприятия по созданию современных образцов бронетехники. В их число должны были входить легкие танки, которые можно было бы использовать в целях разведки, охранения и поддержки. Будущий легкий танк создавался исходя из опыта танкеток «Ансальдо». Был построен прототип, получивший обозначение Carro d`Assalto 5t Modello 36, однако он требовал доработки. В итоге к 1939 году окончательно сформировался облик будущего лёгкого танка. Первый опытный образец, получивший обозначение Carro Armato L6/40, был предъявлен на испытания в 1940 году. Танк имел классическую компоновку. В корме располагался бензиновый двигатель «SPA 18» мощностью 70 л. с. Вооружение составляло: первоначально 37-мм орудие, но на серийных машинах было установлено 20-мм автоматическое орудие во вращающейся на 360 градусов башне, а также один 8-мм пулемет Breda. Экипаж 2 человека: водитель-механик и орудийный стрелок-командир. После испытаний танк был рекомендован к серийному производству. Серийное производство развернулось в 1941 году. Однако в армию первые машины попали лишь в начале 1942 года. По своим характеристикам L6/40 не уступал большинству других легких танков, например советскому Т-60, но значительно уступал американскому M3 и по вооружению и по бронированию.
В апреле 1940 года было решено построить 583 танка Carro Armato L6/40. Первые боевые машины ожидалось получить в мае 1941 года. Впрочем, уложиться в эти сроки не получилось. Машину продолжали дорабатывать: было ясно, что смысла ни в пулемётной версии, ни в варианте с 37-мм пушкой нет. Остался единственный вариант вооружения — 20-мм автоматическая пушка Breda 35. Появилась новая, более крупная версия башни. Толщина её брони по периметру составила 30 мм, а орудийная маска имела толщину 40 мм. На базе L 40 было разработано несколько машин, включая самоходную установку и подвозчик боеприпасов.
Сроки выпуска первых танков постоянно сдвигались. Завод Ansaldo оказался перегружен заказами на выпуск средних танков, требовалась другая площадка. В июне 1941 года заказ Carro Armato L 6-40 был сокращён до 300 экземпляров. Новой производственной площадкой стал головной завод FIAT, корпуса поставляла сталелитейная компания Terni società per l’industria e l’elettricità spa из Терни. Первый Carro Armato L 6-40 с № 3808 сдали 22 мая 1941 года.
Всего было выпущено 283 танка первой серии, получивших регистрационные номера 3808-4090. Их закончили строить осенью 1942 года, после чего выпуск продолжался. Танк с номером 3896 был переделан в опытный образец Semovente da 47/32.
Вторая серия, выпуск которой начался в сентябре 1942 года, состояла из 68 танков с регистрационными номерами в диапазоне 5121-5189. Кроме того, одна машина с серийным номером 5165, была переделана в подвозчик боеприпасов.
До конца 1942 года были выпущены 36 танков третьей (номера в диапазоне 5203-5239) и 27 танков четвёртой (номера в диапазоне 5453-5470) серий. В 1943 году были построены 14 танков с регистрационными номерами 5481-5489 и 5502-5508. За ними последовали 29 машин последней серии с № 5552-5580). Всего до выхода Италии из войны было выпущено 440 танков, и две машины переделали в САУ и подвозчик боеприпасов.
Стоит упомянуть ещё одну машину, разработка которой предполагалась ещё в 1937 году. Речь идёт об огнемётной версии L 6-40. В декабре 1941 года было решено переделать один из танков установочной партии, с серийным номером 3812, в огнемётную машину. Вместо спаренной установки 20-мм пушки и пулемёта для неё была спроектирована новая установка. Теперь в спарке с пулемётом был установлен огнемёт, для питания которого внутри танка был размещён бак объёмом 200 литров. Переделанная летом 1942 года машина была испытана, но в серию не пошла.
После выхода Италии из войны и оккупации части её территории немцами, оказавшийся на оккупированной территории FIAT продолжил выпуск L6-40, но уже для новых хозяев и под иным обозначением — Pz.Kpfw.L6 2 cm 733(i). Немцы заказали 14 машин. До конца 1943 года было построено 15 линейных и один командирский танк. В 1944 году выпустили еще одну командирскую машину. Устаревший танк не был интересен вермахту, а вот самоходная установка на его базе имела хоть какую-то боевую ценность. Поэтому машин на базе L 6-40 было построено намного больше.

## Описание конструкции

### Вооружение
Основное орудие 20-мм автоматическое 20-мм Breda 35. Боекомплект 316 выстрелов. Один спаренный с орудием 8-мм пулемёт Breda 38, боекомплект 1560 патронов.

### Двигатель
4-цилиндровый бензиновый двигатель SPA 18 мощностью 70 л. с.

### Ходовая часть
Четыре сдвоенных опорных катка блокированные попарно в две тележки с торсионной подвеской. Ведущее колесо переднего расположения и направляющее колеса заднего расположения. Направляющие колеса опущены на грунт.

## Боевое применение
Оснащение танками типа L6/40 итальянской армии началось с весны 1942 года. Союзники итальянцев, немцы, недоумевали, зачем нужен танк класса их легких Pz.II, которые к этому времени сами немцы начали усиленно переоборудовать в куда более эффективные самоходки «Мардер» с 75-мм орудиями.
В отличие от других итальянских танков, выпущенных в значительно большем количестве, L6/40 применялся хоть и ограниченно, но зато практически на всех фронтах Второй мировой, где участвовала Италия. На Восточный фронт в июле 1942 года было отправлено около трех десятков таких танков. Все они были потеряны в ходе Сталинградской битвы, несколько уцелевших стали трофеями.
В Северную Африку танки этого типа были доставлены в апреле-мае 1942 года и так же в ограниченном количестве. Во втором сражении при Эль-Аламейне большая часть этих машин, состоявшая на вооружении 133-й танковой дивизии, была потеряна. Последние танки этого типа в Африке были уничтожены во время оборонительной операции в Тунисе весной 1943 года.
Участвовали L6/40 и в противопартизанских операциях в Югославии и Албании. После капитуляции Италии в сентябре 1943 года и занятия севера и центра страны гитлеровскими войсками, а также разоружения итальянских войск в Югославии, уцелевшие танки были приняты немцами на вооружение под обозначением Pz.Kpfw.L6(i). Также по заказу немцев было изготовлено ещё 17 таких машин. После войны уцелевшие танки этого типа были переданы армии вновь образованной Итальянской Республики, где они прослужили ещё несколько лет.

## Модификации
- L6/40 — базовая модификация.
- Carro Commando L40— командирский танк. Отличался отсутствием башни, наличием радиостанции и пулеметами калибром 13,2 мм и 8 мм.
- L6/40 L.F. — огнемётный танк, оснащённый огнемётом на месте пушки.
- Carro Portamunizioni L40 — подвозчик боеприпасов для самоходного орудия Semovente da 90/53. Отличался отсутствием башни и мог нести до 40 снарядов. В 1942 году переоборудовано около 30 единиц.
- L6/41 — модификация с дополнительной броней по бортам в башне и корпусе

## Машины на базе L6/40

### Semovente da 47/32
Противотанковая САУ с 47-мм пушкой Model 47/32 в открытой сверху рубке, за что получила прозвище «самоходный гроб». Выпущено 300 единиц в 1942—1944 годах. 240 САУ участвовали в военных операциях в составе танковой армии «Африка» под командованием Роммеля. Послужила в свою очередь основой для различных машин на своей базе.

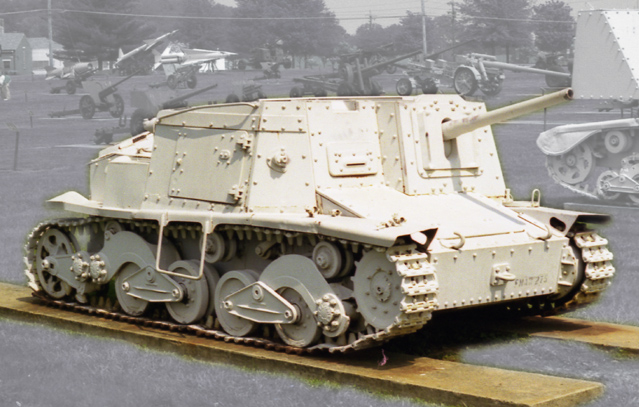

## Состоял на вооружении
- Италия[1][2].
- Нацистская Германия — после выхода Италии из войны в сентябре 1943 года, в распоряжение немецких войск (разоруживших капитулировавшие итальянские части) поступило некоторое количество танков этого типа, они использовались под наименованием Pz.Kpfw L6(i). Танки этого типа находились на вооружении 26-й танковой дивизии и танкового батальона 7-й горнострелковой дивизии СС «Принц Евгений»[2]. Кроме того, известно, что несколько танков L6/40 использовались в немецком танковом батальоне «Адриа»[3].
- Независимое государство Хорватия — не менее 26 танков оказалось в распоряжении хорватской армии после капитуляции итальянских войск на Балканах в 1943 году[4], в дальнейшем они использовались хорватской армией[3].
- Италия — оставались на вооружении итальянской армии несколько лет после окончания Второй мировой войны[2].
- Югославия — некоторое количество L6/40 захватили и использовали в боях партизаны НОАЮ[2].